# 克麗絲汀魅力
《克麗絲汀魅力》（英語：Christine）是一部1983年美國恐怖電影，由約翰·卡本特執導，由比爾·菲利浦撰寫劇本，改編自史蒂芬·金的1983年同名小說《克麗斯汀》。這部電影的特色還包括凱莉·普雷斯頓與羅勃茲・布洛森的配樂表演。由凱斯·高登、約翰·史塔威爾、亞歷山卓·保羅與哈里·迪恩·斯坦頓主演。故事講述一台擁有惡魔般力量的老舊汽車普利茅斯「狂怒」名為「克麗絲汀」，隨後一名著迷上克麗絲汀的青少年與朋友買下了它，但是卻不知道克麗絲汀隱藏著什麼樣的威脅。
《克麗絲汀魅力》在美國票房獲得了2100萬美元。該片已成為了一部邪典電影。

## 劇情
「克麗絲汀」不是一輛普通的58年普利茅斯汽車，它擁有惡魔般的力量。一事無成的中學生亞尼買下了破舊的克麗絲汀後，他的生活從此駛向全新的方向，當車子的外貌逐漸改變，而亞尼的個性也開始變得非常怪異，一場恐怖肆虐也因此展開...！

## 演員
- 凱斯·高登（英语：Keith Gordon） 飾 阿諾德「亞尼」坎寧翰（Arnold "Arnie" Cunningham）
- 約翰·史塔威爾 飾 丹尼斯·吉爾德（Dennis Guilder）
- 亞歷山卓·保羅（英语：Alexandra Paul） 飾 麗·卡博特（Leigh Cabot）
- 羅伯特·普羅斯基（英语：Robert Prosky） 飾 威爾·達內爾（Will Darnell）
- 哈里·迪恩·斯坦頓 飾 偵探魯道夫「魯迪」瓊金斯（Detective Rudolph "Rudy" Junkins）
- 克里斯汀·貝爾福德（英语：Christine Belford） 飾 瑞吉娜·坎寧翰（Regina Cunningham）
- 羅勃茲・布洛森（英语：Roberts Blossom） 飾 喬治·萊比（George LeBay）
- 凱莉·普雷斯頓 飾 羅珊娜（Roseanne）
- 威廉·奧斯特蘭德 飾 克萊恩斯「巴迪」瑞本特（Clarence "Buddy" Repperton）
- 馬爾科姆·丹納（英语：Malcolm Danare） 飾 彼得「莫琪」威爾斯（Peter "Moochie" Wells）
- 史蒂芬·塔旭 飾 理查德「里奇」特蕾莎妮（Richard "Richie" Trelawney）
- 史圖爾特·查諾（英语：Stuart Charno） 飾 唐納德「唐」范登柏（Donald "Don" Vandenberg）
- 大衛·思皮爾伯格（英语：David Spielberg） 飾 凱西先生

## 製作

### 車輛

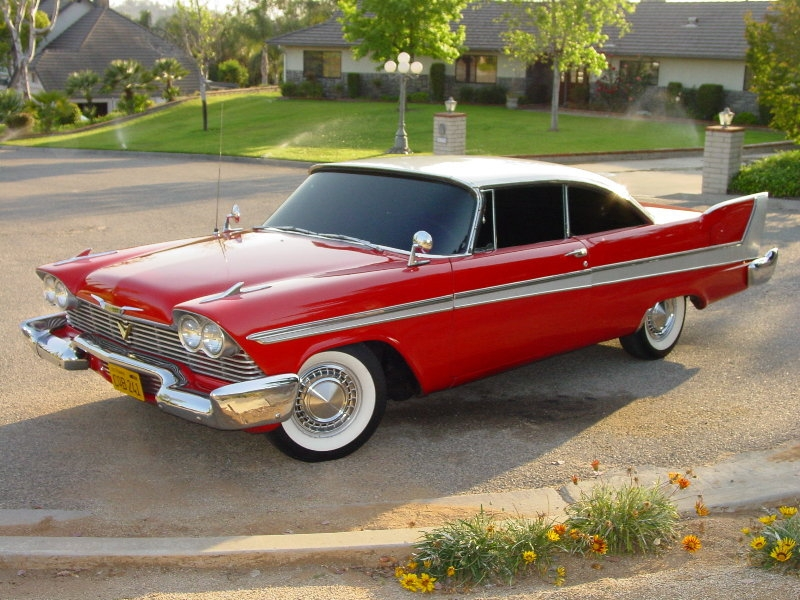
在電影中使用的剩下兩個車型之一。

雖然電影中的車被確定為1958年普利茅斯「狂怒」，但在1983年的廣播宣傳電影中，旁白配音們宣布「“她是一個57年產的狂怒”。」 - 但另外兩個普利茅斯型號，「貝爾维迪」與「薩瓦」也被用來描繪為「惡棍」汽車在螢幕上。約翰·卡本特在整個南加州尋找車型，並且能夠在各種不同的國家購買二十四種，這些車被用來構建十七個型號的「狂怒」。1958年普利茅斯「狂怒」的總產量只有5303輛，當時很難尋找與昂貴。此外，現實生活中的「狂怒」只有一種顏色「鹿皮米色」，可以在電影的開場場景中看見的另一輛「狂怒」。「狂怒」也在車身上得到了陽極氧化的金色裝飾與後擋泥板上。在拍攝過程中有幾輛車被摧毀，但大部分車輛都是「薩瓦」與「貝爾维迪」車型打扮成「狂怒」。但至少一個57年份的「薩瓦」使用，其前端看起來像一輛58年份的車型。
最初，卡本特沒有計劃拍攝汽車的「再生場景」，但決定後拍攝已經完成，包括它們。汽車再生的鏡頭於後期製作中拍攝，並使用水力學完成。在電影中所使用的二十輛汽車中，只有兩輛車仍然存在。一個是具有手排變速器的特技車，現在駐留在加州私人收藏家手中。而另一輛車從垃圾場救出，並由佛羅里達州彭薩科拉的收藏家比爾·吉勃遜（Bill Gibson）恢復。

## 反響

### 票房
《克麗絲汀魅力》於1983年12月9日在北美上映，共在1045家影院上映。
在開幕當週的週末，《克麗絲汀魅力》以 340萬美元的票房排名第4。接著在第二個週末下跌了39.6%，當週總票房為205萬美元，從排名第四下滑至第八名。第三個週末，它的總收入為185萬美元，跌至第9名。
第四個週末一樣保持在第9名，票房收入為273萬美元。第五個週末，又重回第8名，總收入為 201萬美元。第六個週末的票房收入為131萬美元，從票房前十名跌至第十二名。在第七個也是最後一個週末，這部電影以819萬美元的價格登上排名第14名，使《克麗絲汀魅力》的總票房達到2101萬美元。

## 重啟
2021年6月，索尼影視娛樂和布倫屋製片公司宣布開發本電影的翻拍版，由布萊恩·富勒執導、撰寫劇本，傑森·布倫、溫琴佐·納塔利、史蒂芬·霍本擔任製片人。

## 外部連結
- AllMovie上《克麗絲汀魅力》的资料（英文）
- Box Office Mojo上《克麗絲汀魅力》的資料（英文）
- 互联网电影数据库（IMDb）上《克麗絲汀魅力》的资料（英文）
- 爛番茄上《克麗絲汀魅力》的資料（英文）